# Чемпіонат Югославії з футболу 1928
Чемпіонат Королівства Сербів, Хорватів і Словенців з футболу 1928 (сербохорв. Prvenstvo Kraljevini Srba, Hrvata i Slovenaca u fudbalu 1928.) — шостий розіграш футбольної першості Югославії і другий, що проходив за ліговою системою. До участі у змаганнях були залучені команди-переможці регіональних чемпіонатів, частина з яких попередньо брали участь у кваліфікаційних іграх. Чемпіоном країни втретє став клуб «Граджянскі» із Загреба. Дві команди за підсумками турніру отримали право зіграти престижному міжнародному змаганні — Кубку Мітропи. Путівки отримали по одному кращому представнику від Хорватії і Сербії.

## Клуби-учасники
- Переможці футбольної асоціації Белграда — «Югославія», БСК
- Переможці футбольної асоціації Загреба — «Граджянскі» (Загреб), ХАШК
- Переможець футбольної асоціації Осієка — «Граджянскі» (Осієк)
- Переможець футбольної асоціації Любляни — «Примор'є»
- Переможець футбольної асоціації Сараєво — САШК
- Переможець футбольної асоціації Спліта —  «Хайдук»
- Переможець футбольної асоціації Суботиці — САНД

Напряму у фінальний турнір потрапили «Югославія», «Граджянскі» (Загреб) і «Хайдук». Решта команд брали участь у кваліфікаційних іграх.

## Кваліфікація
| Команда 1  | Рахунок       | Команда 2            |
| ---------- | ------------- | -------------------- |
| «БСК»      | 6:1, 6:1      | «Граджянскі» (Осієк) |
| «Примор'є» | 4:3, 2:3, 2:3 | САШК                 |
| ХАШК       | 6:1, 4:2      | САНД                 |

## Таблиця результатів
| Команди    | ГРАД | ХАЙД | БСК   | САШК | ХАШК | ЮГОС   |
| ---------- | ---- | ---- | ----- | ---- | ---- | ------ |
| Граджянскі | ХХХ  | 2:0  | -     | -    | 4:3  | 1:1    |
| Хайдук     | -    | ХХХ  | 7:0   | 2:2  | 2:1  | 2:2    |
| БСК        | 1:2  | -    | ХХХ   | -    | 4:3  | 4:1    |
| САШК       | 0:1  | -    | 2:3 * | ХХХ  | -    | 3:0 ** |
| ХАШК       | -    | -    | -     | 1:3  | ХХХ  | -      |
| Югославія  | -    | -    | -     | -    | 1:4  | ХХХ    |

- * Матч був зупинений на 53-й хвилині
- ** Технічна перемога. «Югославія» не з'явилась на матч, що вже нічого не вирішував, так як в той же день проводила іншу гру.

## Турнірна таблиця
|    | Команди    | І | В | Н | П | ГЗ | ГП | Р  | О |
| -- | ---------- | - | - | - | - | -- | -- | -- | - |
| 1. | Граджянскі | 5 | 4 | 0 | 1 | 12 | 3  | +9 | 8 |
| 2. | Хайдук     | 5 | 2 | 2 | 1 | 13 | 7  | +6 | 6 |
| 3. | БСК        | 5 | 3 | 0 | 2 | 12 | 15 | -3 | 6 |
| 4. | САШК       | 5 | 2 | 1 | 2 | 10 | 7  | +3 | 5 |
| 5. | ХАШК       | 5 | 1 | 0 | 4 | 10 | 16 | -6 | 2 |
| 6. | Югославія  | 5 | 0 | 2 | 3 | 5  | 14 | -9 | 2 |

## Склади призерів
«Граджянскі»: Максиміліан Михелчич (4), Драгутин Братулич (1); Франьо Мантлер (5), Звонимир Гмайнички (4), Герменежильдо Краньїч (1); Віктор Михалєвич (5), Рудольф Хітрець (5), Драгутин Бабич (5.2), Густав Ремець (2), Мато Мекич (1); Славин Циндрич (5.4), Нікола Бабич (4.4), Еміл Першка (4), Франьо Гілер (4.1), Звонимир Станкович (2), Степан Пасінек (1.1), Рудольф Краль (1), Антун Гумгалтер (1); тренер: Імре Пожоньї (Угорщина)
«Хайдук»: Отмар Гаццарі (5); Янко Родін (5), Лоренцо Гаццарі (5); Мірко Боначич (5.1), Мирослав Дешкович (5), Миховил Боровчич Курир (3.1), Петар Боровчич Курир (1), Душан Степанович Гузина (1); Лео Лемешич (5.2), Шиме Подує (5), Любо Бенчич (5.7), Вінко Радич (5), Антун Боначич (5.2); тренер Лука Калітерна.
БСК: Милорад Глигорьєвич (5); Милорад Митрович (4), Светислав Попович (5); Милорад Арсеньєвич (5), Сава Маринкович (5), Любиша Джорджевич (4), Милан Маркович (1); Александар Тирнанич (5.2), Драгутин Найданович (5), Милорад Драгичевич (4.3), Кузман Сотирович (4.5), Благоє Мар'янович (2), Крста Попович (2), Джордже Вуядинович (1), Нікола Мар'янович (1.1); Слободан Крчевинаць (1.1); тренер: Адольф Енгель

## Найкращі бомбардири
|    | Гравець            | Команда      | Голів |
| -- | ------------------ | ------------ | ----- |
| 1° | Любо Бенчич        | «Хайдук»     | 7     |
| 2° | Кузман Сотирович   | БСК          | 5     |
| 3° | Нікола Бабич       | «Граджянскі» | 4     |
|    | Славин Циндрич     | «Граджянскі» | 4     |
|    | Мірко Криж         | ХАШК         | 4     |
|    | Бранко Зиная       | ХАШК         | 4     |
| 7° | Милорад Драгичевич | БСК          | 3     |

## Відбір до Кубка Мітропи 1928
По завершенні сезону п'ять клубів чемпіонату виявили бажання стати учасниками розіграшу Кубка Мітропи 1928 року. Для цих команд були проведені стикові матчі, що принесли такі результати:
| Команда 1                                                                             | Рахунок | Команда 2                          |
| ------------------------------------------------------------------------------------- | ------- | ---------------------------------- |
| «Граджянскі» 35' Славин Циндрич 50' 81' Еміл Першка 52' Франьо Гілер 74' Нікола Бабич | 5:1     | «Югославія» 25' Бранислав Хрньїчек |
| БСК 35' (пен.) Іван Бек 49' Благоє Мар'янович                                         | 2:0     | ХАШК                               |
| БСК 31' Милорад Драгичевич 60' Кузман Сотирович 81' Драгутин Найданович               | 3:1     | «Хайдук» 6' (пен.) Любо Бенчич     |

Таким чином, право представляти країну у Кубку Мітропи отримали «Граджянскі» і БСК.